# Hotan (folyó)
A Hotan folyó a  Kunlunban eredő  Karakas és a Jurungkas összefolyásával keletkezik Hotan várostól északra. 
A folyó még 300 km-t halad a Takla-Makán sivatagon keresztül, majd a Tarim folyóba ömlik. Csak nyár elejéig visz vizet, az év többi részében elapad.

## Fordítás
- Ez a szócikk részben vagy egészben  a   Hotan (rivière) című francia Wikipédia-szócikk fordításán alapul.  Az eredeti cikk szerkesztőit annak laptörténete sorolja fel. Ez a jelzés csupán a megfogalmazás eredetét és a szerzői jogokat jelzi, nem szolgál a cikkben szereplő információk forrásmegjelöléseként.